# Lacozmonte
Lacozmonte era un municipio español que estaba situado en la provincia de Álava, País Vasco (España).

## Localización
Los seis pueblos estaban en la vertiente meridional de la sierra de Árcamo y ocupaban un paso natural entre los valles del río Omecillo (Valdegovía) y del río Bayas (Ribera Alta).

## Concejos
El municipio estaba formado por seis pueblos, que a su vez formaban concejos:
- Artaza (oficialmente Artaza/Artatza)
- Barrón
- Cárcamo (en euskera y oficialmente Karkamu)
- Escota (oficialmente Escota/Axkoeta)
- Fresneda
- Guinea

## Historia
En 1927 el municipio fue disuelto y los pueblos repartidos de la siguiente manera: 
- Artaza, Barrón y Escota pasaron a formar parte del municipio de Ribera Alta;
- Cárcamo, Fresneda y Guinea pasaron a formar parte del municipio de Valdegovía.

## Demografía
| Gráfica de evolución demográfica de Lacozmonte entre 1842 y 1920 |
| |
| Población de derecho según los censos de población del INE Población de hecho según los censos de población del INEEntre el censo de 1930 y el anterior, este municipio desaparece porque se integra por partes en los municipios 01046 (Ribera Alta) y 01055 (Valdegovia) |

| Gráfica de evolución demográfica de Lacozmonte entre 1802 y 2017 |
| |
| Población de derecho (1802-1900), según los censos de población de la Enciclopedia Auñamendi. población residente (2000-2017) según los censos de población del INE. (Supuesto demográfico si el municipio todavía existiera). |